# 低自放電鎳氫電池
低自放電（漏電）鎳氫電池（LSD NiMH，Low self-discharge nickel-metal hydride battery）又稱低自漏電鎳氫電池，是改良自鎳氫電池的產品，雖然也是鎳氫電池但下一代的化學性質大大不同，尤其特點是相較上代，大幅改善漏電（自放電）問題，所以可以在閒時預先充滿電，之後存放一兩年內仍可保持相當電力，當需要時就馬上可以使用。

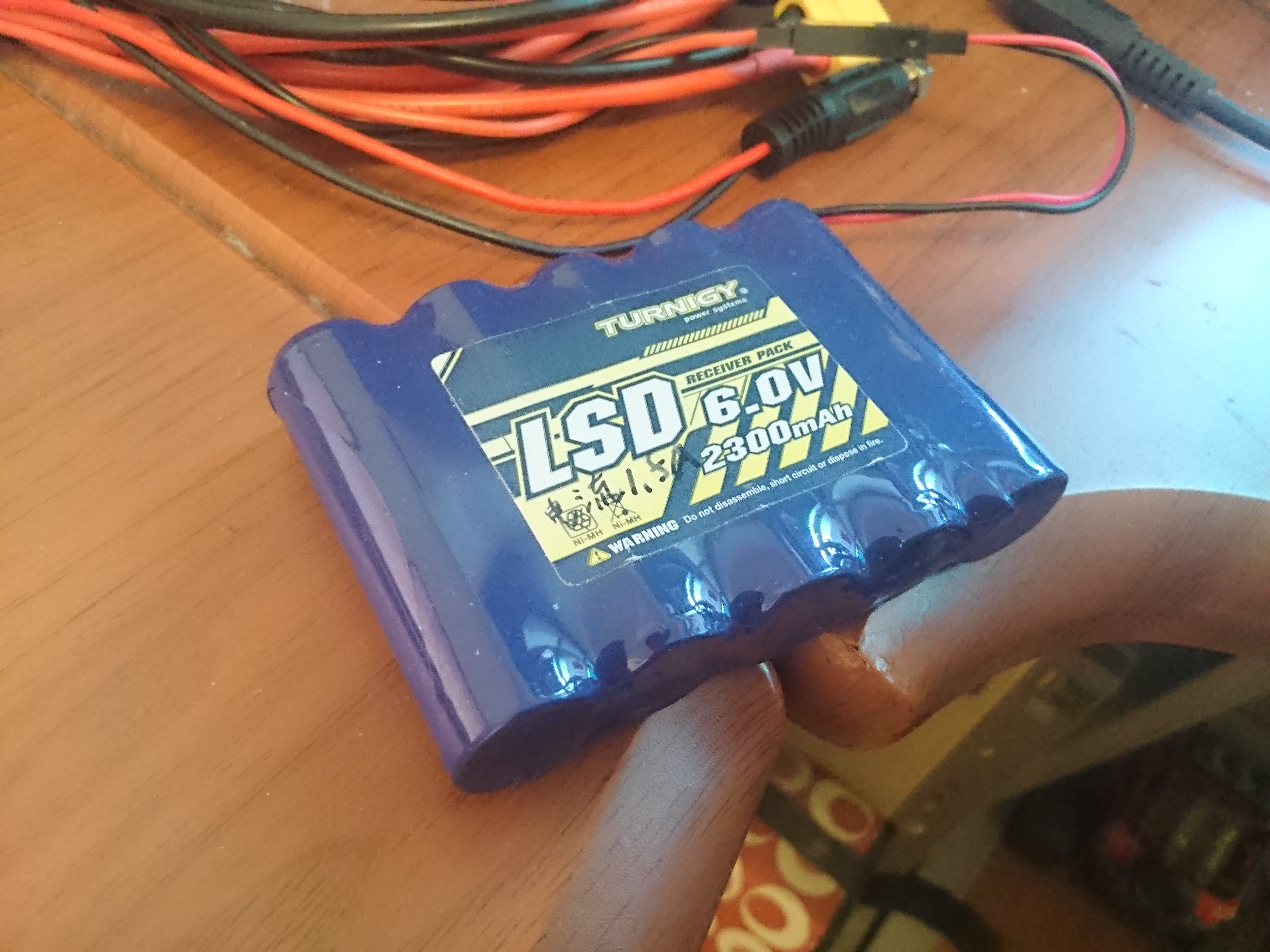
6伏特低自放電鎳氫電池

## 舊式鎳氫電池的自放電問題
舊式鎳氫電池在充電後，其電量會漸漸消失，早期產品在充電後幾個月電量就會完全流失，接著更新的型號投入市場時，容量雖然增加，但是自放電的問題變得越來越嚴重，有的甚至在充電後數星期就完全無電。這種現象叫自放電、自然放電、漏電。
如果是一般常用電器，這不是問題，但是，並不是所有產品都經常使用，故此問題大大限制了鎳氫電池的用途，也減低了鎳氫電池的普及。

## 減低自放電的技術

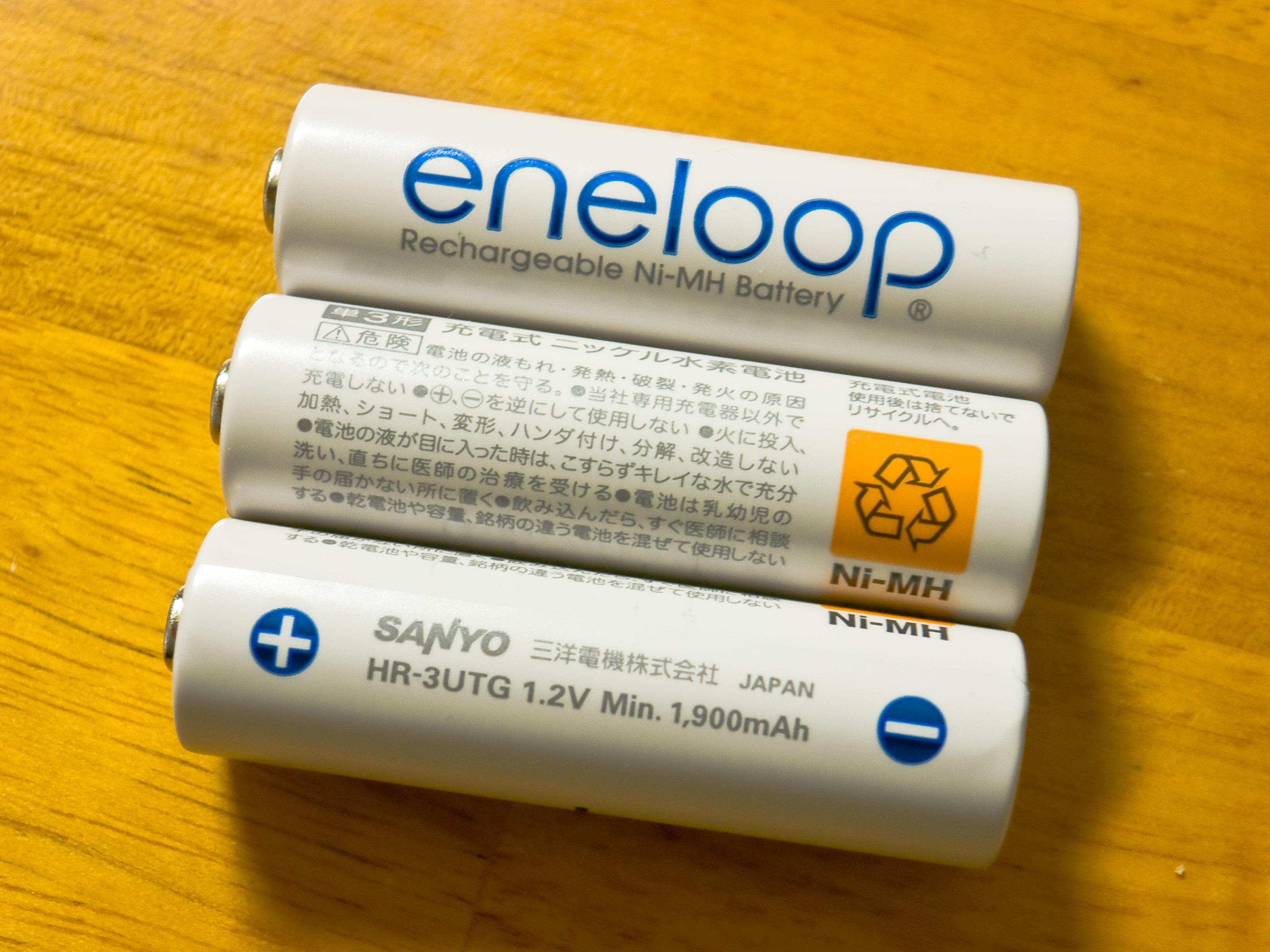
eneloop 市面上第一款推出的減低自放電鎳氫電池（AA電池）

在2005年，三洋研發了降低自放電的技術並把以這新技術制成的產品以eneloop名稱在市場推出。在eneloop的新技術包括：
- 使用新的物料作為陽極與陰極之間的分隔層，減少自放電現象。
- 更耐用的新超級晶體結構合金，其晶體結構的均勻程度提高，並優化組成元素的比例。這也減低了因為充放電導致的老化現象。 [1]
- 在陰極物料中加入新的添加劑，並在電極表面塗上新的保護層，進一步減低合金在使用中老化。[1]
- 使用新的更薄但更堅固的外殼，以增加內部空間，內部空間的增加不但增加容量，也使內部化學物質的分佈更均勻，這使得充放電次數提高。[1]

低自放電電池可以用一般的鎳氫電池充電器充電。

## 低自放電鎳氫電池特性

### 優點
- 長期放置時的自放電缺點大幅改善至比鋰電池更好，與鹼性電池相當甚至略為優勝，可以存放5年仍保有70%電量。因此可於出售前預先充電、購買後無需再行充電便能立即使用。
- 電池內阻比舊式鎳氫電池略低，因此放電時輸出電壓更穩定、充放電時產生的熱量也減少，因此用電效率更高，而且瞬間輸出電流也較大。
- 部份低自放電鎳氫電池如eneloop有更多的充放電次數（由一般的500次增加到2100次），減低了使用成本；
- 在低溫度（最低-20℃）下有較佳表現，比鹼性電池、舊式的鎳氫電池、鋰離子電池更好。

### 缺點
早期低自放電鎳氫電池的容量比舊有鎳氫電池略低，與鹼性電池容量相近。不過近年新一代的低自放電鎳氫電池容增加，差距不大，以AA電為例，舊有鎳氫電池最大有2800mA·h，而新一代低自放電鎳氫電池也有2700mA·h。

## 相關產品
在三洋推出低自放電鎳氫電池後，各廠商紛紛推出類似產品，現在推出低自放電電池的廠商多達二十多間，但性能各有差距。

## 參看
- eneloop
- 充電器

## 外部連結
- https://web.archive.org/web/20110613060503/http://www.eneloop.info/products/batteries.html